# Druon Antigoon
Druon Antigoon es un personaje folclórico flamenco. Era un gigante mítico que vivía en Amberes.

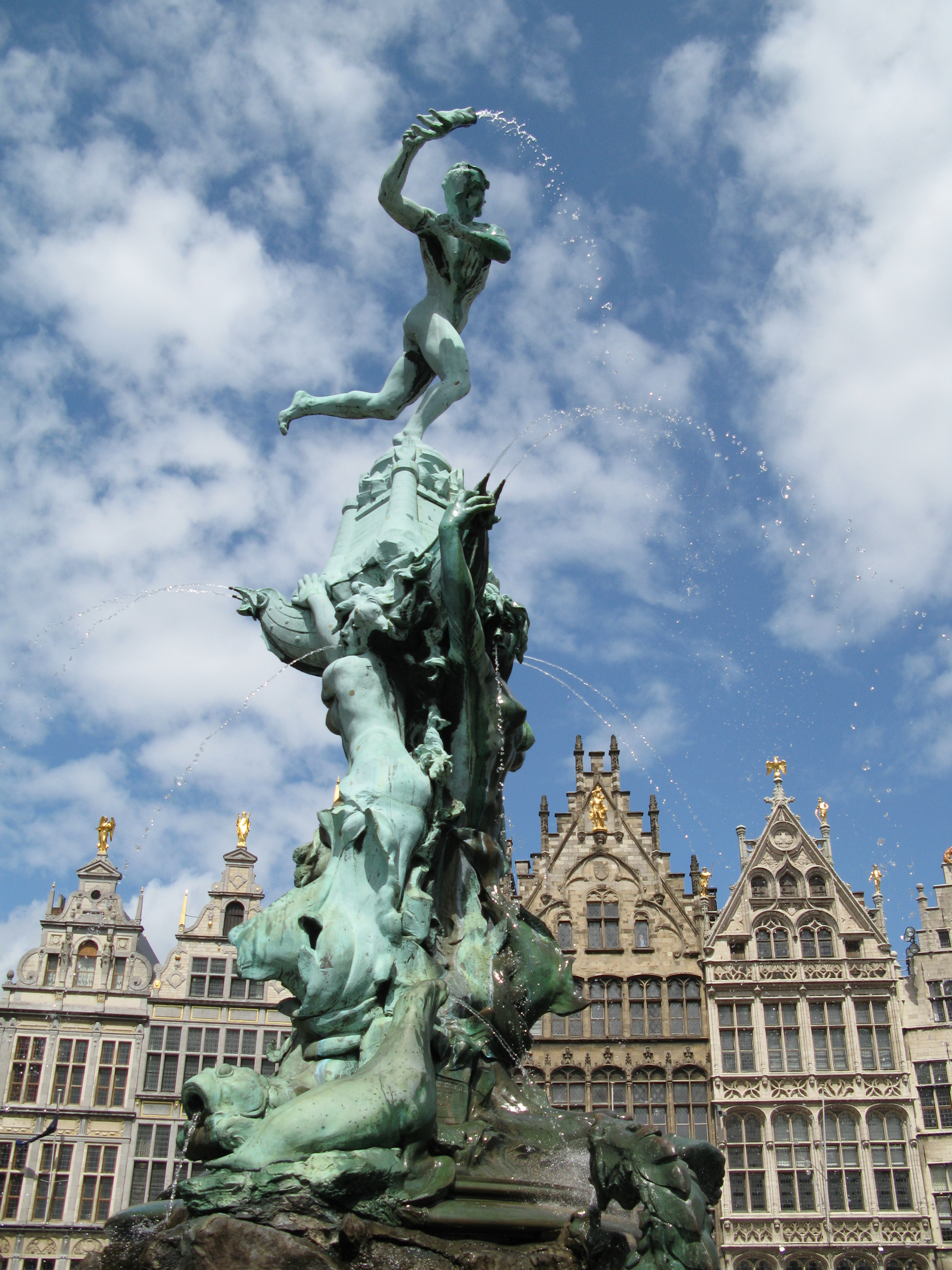
La fuente de Brabo, en Amberes. Brabo arroja la mano cortada de Antigoon en el Escalda. Escultura de Jef Lambeaux (en 1887).

Según la leyenda, el gigante exigía un peaje a los que querían cruzar el puente sobre el Río Escalda. A aquellos que se negaban, les cortaba una mano y la arrojaba al río. Finalmente, Antigoon fue asesinado por un joven soldado romano llamado Brabón, quien cortó la mano del gigante y la arrojó al río.
Según el folclore, y tal como se representa en la estatua que se encuentra delante del ayuntamiento, esta leyenda es el origen del nombre Amberes: Antwerpen, del neerlandés hand werpen (arrojar mano).